# SVT Luleå
SVT Luleå är Sveriges Televisions regionala verksamhet från Luleå, omfattande Norrbottens län. Tidigare hade orten en varierande programproduktion, men efter omfördelning av resurser produceras i huvudsak lokala nyheter i Luleå. Där fanns år 2018 även personer som arbetar med program på minoritetsspråken samiska, meänkieli och finska.

## Historik
Den 8 april 1963 räknas som starten för TV-sändningar från Luleå. Premiärreportaget handlade om vattenkraft och gjordes av Eric Forsgren. Det regionala nyhetsprogrammet Nordnytt sändes på prov år 1971, växelvis från Luleå och SVT Sundsvall. Det permanentades 1973.
Genom åren har flera olika program i olika genrer producerats av SVT Luleå, inklusive en del dramaproduktioner som Tjocka släkten, Vi hade i alla fall tur med vädret och Bondånger.
Luleå hade också en samhällsredaktion som producerade Norra Magasinet från 1987. År 2001 uppgick det programmet i Uppdrag granskning, men Luleåredaktionen fortsatte leverera reportage till det nya programmet.
År 2005 genomförde SVT omfattande besparingar och Luleå var en av de orter där man sparade in på allmän-TV.
Tidigare hade SVT Luleå ett eget TV-hus. Hösten 2004 flyttade man till det gamla posthuset på Kungsgatan. Efter neddragningar hade även dessa lokaler blivit för stora. Hösten 2018 flyttade man därför till mindre lokaler på Skeppsbrogatan 48. Redaktionen flyttade den 17 september.

## Distriktschefer
- Karl-Gustav Svensson, 1959-1969[9]
- Torsten Åhlander, 1970[10]–1978
- Sven Lindholm, 1979-1986[11]
- Anette Carlsson, 1986-1989
- Lars Lindberg, 1989[12]-1995[13]
- Agneta Gustavsson, 1998-2001[14]